# Þorgils Eggertsson
Þorgils Eggertsson (* 14. Oktober 2002) ist ein isländischer Eishockeyspieler, der seit 2018 für Skautafélag Reykjavíkur in der isländischen Eishockeyliga spielt.

## Karriere
Þorgils Eggertsson begann seine Karriere als Eishockeyspieler in Schweden, wo er im Nachwuchsbereich des IK Pantern aktiv war. Seit 2018 spielt er bei Skautafélag Reykjavíkur, wo er zunächst ebenfalls in den Nachwuchsteams auf dem Eis stand, ehe er als 17-Jähriger in der isländischen Eishockeyliga debütierte. Er wurde mit dem Klub 2023 und 2024 isländischer Meister.

### International
Im Juniorenbereich spielte Þorgils Eggertsson für Island bei der U18-Weltmeisterschaft 2019 in der Division III sowie den U20-Weltmeisterschaften 2019 und 2020 in der Division III und 2022 in der Division II.
In der isländischen Herren-Auswahl debütierte Þorgils Eggertsson bei der Weltmeisterschaft 2022 in der Division II. Dort spielte er auch bei den Weltmeisterschaften 2023 und 2024.

## Erfolge und Auszeichnungen
- 2020 Aufstieg in die Division II, Gruppe B, bei der U20-Weltmeisterschaft der Division III
- 2022 Aufstieg in die Division II, Gruppe A, bei der Weltmeisterschaft der Division II, Gruppe B
- 2023 Isländischer Meister mit Skautafélag Reykjavíkur
- 2024 Isländischer Meister mit Skautafélag Reykjavíkur